# Exireuil
Exireuil – miejscowość i gmina we Francji, w regionie Nowa Akwitania, w departamencie Deux-Sèvres.
Według danych na rok 1990 gminę zamieszkiwało 956 osób, a gęstość zaludnienia wynosiła 45 osób/km² (wśród 1467 gmin regionu Poitou-Charentes Exireuil plasuje się na 328. miejscu pod względem liczby ludności, natomiast pod względem powierzchni na miejscu 358.).